# Aeolochroma louisa
Aeolochroma louisa är en fjärilsart som beskrevs av Louis Beethoven Prout 1927. Aeolochroma louisa ingår i släktet Aeolochroma och familjen mätare. Inga underarter finns listade i Catalogue of Life.